# Стрижів (гміна)
Гміна Стрижів (пол. Gmina Strzyżów) — місько-сільська гміна у східній Польщі. Належить до Стрижівського повіту Підкарпатського воєводства.
Станом на 31 грудня 2011 у гміні проживало 20920 осіб.

## Територія
Згідно з даними за 2007 рік площа гміни становила 140.23 км², у тому числі:
- орні землі: 67.00 %
- ліси: 23.00 %

Таким чином, площа гміни становить 27.86 % площі повіту.

## Поселення
- Бонарівка — 178 мешканців
- Бережанка — 358 мешканців
- Висока Стрижовська — 2184 мешканці
- Добрехів — 1621 мешканець
- Глиник Заборовський — 579 мешканців
- Глиник Харевський — 913 мешканців
- Годова — 2177 мешканців
- Гродзисько — 1063 мешканців
- Ґбіска — 309 мешканців
- Завадка — 372 мешканці
- Жарнова — 915 мешканців
- Жизнів — 920 мешканців
- Летовня — 162 мешканці
- Стрижів — 8739 мешканців
- Тропє — 412 мешканців

## Населення
Станом на 31 грудня 2011:
| Опис     | Загалом | Загалом | Чоловіки | Чоловіки | Жінки | Жінки |
| -------- | ------- | ------- | -------- | -------- | ----- | ----- |
| одиниця  | осіб    | %       | осіб     | %        | осіб  | %     |
| все      | 20920   | 100     | 10314    | 49.30    | 10606 | 50.70 |
| міське   | 8917    | 100     | 4338     | 48.65    | 4579  | 51.35 |
| сільське | 12003   | 100     | 5976     | 49.79    | 6027  | 50.21 |

## Історія
Об'єднана сільська гміна Стрижів Ряшівського повіту Львівського воєводства утворена 1 серпня 1934 р. внаслідок об'єднання до тогочасних (збережених від Австро-Угорщини) громад сіл (гмін): Бонарівка, Бережанка, Висока Стрижовська, Добрехів, Годова, Гродзисько, Ґбіска, Жарнова, Жизнів, Летовня, Тропє.

## Релігія
До виселення українців у 1945 році в СРСР та депортації в 1947 році в рамках акції Вісла у селах гміни були греко-католицькі церкви парафій Короснянського деканату:
- парафія Близянка: Жарнова
- парафія Бонарівка: Бонарівка, Бережанка, Жизнів, Буди Висоцькі
- парафія Опарівка: Висока, Опарівка

## Сусідні гміни
Гміна Стрижів межує з такими гмінами: Вельополе-Скшинське, Вішньова, Вояшувка, Корчина, Небилець, Чудець.